# Paul Maximilian Schüller
Paul Maximilian Schüller (* 1999) ist ein deutscher Schauspieler.
Schüller wirkte seit 2004 als Kinderdarsteller in mehreren Kino- und Fernsehproduktionen mit, darunter dem mit dem Oscar ausgezeichneten Film Das Leben der Anderen von Florian Henckel von Donnersmarck und Til Schweigers Publikumserfolg Keinohrhasen.

## Filmografie

### Kino
- 2006: Im Kreis drehen
- 2006: Das Leben der Anderen
- 2007: Keinohrhasen
- 2010: Otto’s Eleven
- 2012: Ricky

### Fernsehen
- 2004: Küss mich, Hexe! – Regie: Diethard Küster (SAT.1)
- 2004: Schwarzwald Ranger – Regie: Michael Steinke (ZDF)
- 2004: Stefanie – Regie: Sabine Landgraber (SAT.1)
- 2004: Unser Charly – Regie: Franz J. Gottlieb (ZDF)
- 2005: Sperling – Sperling und der Fall Wachutka
- 2005: LEO – Ein fast perfekter Typ – Regie: Joseph Orr (PRO7)
- 2005: Hinter Gittern – Der Frauenknast
- 2006: Polizeiruf 110 – Kleine Frau
- 2006: Die Gipfelstürmerin
- 2006: Gute Zeiten, schlechte Zeiten
- 2006: Großstadtrevier
- 2007: Mein Mörder kommt zurück
- 2007: Küstenwache
- 2007: Aktenzeichen XY … ungelöst
- 2007: Braams
- 2007: Die 25. Stunde – Mayday & Alles Lüge
- 2009: In aller Freundschaft Folge 445 "Verliebt"
- 2011: Gefangen (SOKO Leipzig)
- 2013: Ricky – normal war gestern
- 2014–2016: Binny und der Geist (Fernsehserie)
- 2019: Der Auftrag